# Curto de Hardman
Curto de Hardman é um método utilizado em placas-mãe por alguns técnicos em informática/eletrônica com a finalidade de tentar recuperá-las. Bastando somente embalar a placa-mãe com papel-alumínio cobrindo especificamente a parte dos contatos da solda.
A placa deve permanecer embalada por algumas horas sobre uma superfície limpa e emborrachada, com a finalidade de que seus capacitores sejam todos "esvaziados", e qualquer anormalidade elétrica na mesma seja eliminada.
A bateria do BIOS deve ser retirada antes da realização do procedimento, pois, pelo contrário também entrará em curto e será totalmente descarregada. 
Não é comprovado 100% de exito, sendo tido o método muitas vezes como um mito virtual, mas pode variar de caso a caso.
Agendas eletrônicas também podem ser "ressuscitadas" com a utilização deste método.